# 鎧武外傳
《鎧武外傳》（日语：鎧武外伝（ガイムがいでん））是特摄片《假面骑士鎧武》衍生的录影带首映故事系列作品，東映VCINEMA的名義系列商品之一。为《平成假面骑士系列》繼《假面骑士W RETURNS》後第二套录影带首映作品。

## 假面騎士斬月/假面騎士巴隆
本作分为《假面騎士斬月》（日语：《仮面ライダー斬月》）與《假面騎士巴隆》（日语：《仮面ライダーバロン》）兩篇故事。
以劇集正篇約第20話的空白時間點作為故事的舞台，分別描述兩名要角吳島貴虎及驅紋戒斗個別發生的事件，以及鮮為人知的過去。

### 本作特色
製作人在劇集製作期間已開始提案外傳的企劃，直至電影《假面騎士×假面騎士 Drive & 鎧武 MOVIE大戰 Full Throttle》拍攝開始時才決定採用方案。
《斬月編》講述在劇集中沒有交代的吳島家秘史，並參考《007》般吳島貴虎和女主角兩者之間的糾纏作為軸心，該角色也存在其他相關作品中鮮有的的動作場景。
《巴隆篇》原定故事時間點是發生於劇集及《假面騎士×假面騎士 Drive & 鎧武 MOVIE大戰 Full Throttle》之後，但因驅紋戒斗這名角色已在兩作中分別以不同的形式死亡而難以後續。經過多番的轉折之下，最終決定以劇集的時間點內加插出情節，及以一人分飾兩角作為特色，並給予飾演該角色的演員小林豐在本人的性格上或製作榚點的技能方面可以盡情發揮。
- 《假面騎士斬月》篇為首部以四號假面騎士作為主角演出的騎士外傳作品。
- 《假面騎士巴隆》篇為繼《假面騎士W RETURNS 假面騎士Accel》後第二部以二號假面騎士作為主角演出的騎士外傳作品。

### 故事概要
《假面騎士斬月》
吳島貴虎向葛葉紘汰解釋有關海姆冥界森林的秘密過後，卻因收到世界樹財團的人員被不明來歷的女性「Armored Rider」所襲擊的消息而返回調查事件。
期間與吳島家的前女僕朱月藤果久別重逢，並由對方口中得知有關父親吳島天樹的死訊。
《假面騎士巴隆》
驅紋戒斗被戰極凌馬委託調查霸主異域者蹤影的事件期間，偶然遇上外貌與自己相似，並且身份是某國的貴族子弟沙普爾。
沙普爾為尋求自由而利用睡眠噴霧弄暈戒斗，及逆換身份混入其曾經所在的生活圈子之內。
另一方面回復意識的戒斗，卻被正在尋找沙普爾的管家阿爾弗隸著。

### 登場人物

#### 《假面騎士斬月》
吳島貴虎（久保田悠來飾）
假面騎士斬月/假面騎士斬月・真的變身者。
在大型企業世界樹財團中，擔任海姆冥界森林研究項目的主任。
世界樹財團的要員無故受襲的事件，以及童年知己朱月藤果的出現之下，因而發現兩者卻串連出父親吳島天樹在生時令人驚愕的秘密。
朱月藤果（あかつき・とうか）（岩田小百合飾）
假面騎士伊登的變身者。
童年時開始任職吳島家的女傭，並與吳島貴虎成為深交。
其後隨從著吳島天樹離去，直至多年後重返底邸並向貴虎道出其父離世的消息。
事實過去為世界樹財團旗下孤兒院的孩童，並是秘密所進行的人體實驗之中的幸存者。因此對世界樹財團及吳島家恨之入骨而向有關人等報復。
吳島光實（くれしま・みつざね）（高杉真宙飾）
吳島貴虎的親弟，持有戰極驅動器能夠變身成為假面騎士龍玄的高中生。
事件中同樣成為假面騎士伊登的目標而險遭毒手。
吳島天樹（くれしま・あまぎ）（寺田農飾）
吳島貴虎及光實的父親，崇尚名言「Noblesse Oblige」。
同樣在世界樹財團中担任要職，並有份參與海姆冥界森林的研究，成立孤兒院暗中利用孩童進行人體實驗。
最終遭到曾是實驗對象之一的朱月藤果報復而被暗中殺害。
戰極凌馬（せんごく・りょうま）（青木玄德飾）
假面騎士杜古的變身者，世界樹財團中擔任技術研究的科學家。
從朱月藤果身上確認黃金果實存在的理據後，為免事情泄漏而決定向對方斬草除根，並道出過去曾是孤兒院的孩童之一。
湊耀子（みなと・ようこ）（佃井皆美飾）
假面騎士瑪莉卡的變身者，戰極凌馬的私人秘書。
同樣也是假面騎士伊登狙擊的目標之一並與之交手。
薛度（シド）（波岡一喜飾）
吳島貴虎屬下的世界樹財團職員，持有創世紀驅動器能夠變身成為假面騎士齊格德。
因遭到假面騎士伊登的伏擊而身受重傷。
葛葉紘汰（かずらば・こうた）（佐野岳飾）
能夠變身成為假面騎士鎧武的戰極驅動器持有者之一。
從吳島貴虎口中得知海姆冥界森林的秘密後，卻反去質疑對方的處理方式。

#### 《假面騎士巴隆》
驅紋戒斗（くもん・かいと）（小林豐飾）
假面騎士巴隆的變身者。
偶爾遇上與自己容貌相似的沙普爾，但被對方以睡眠噴霧弄暈後遭到盜用身份。
後被阿爾弗誤認並將其擄走，卻因而發現沙普爾本人正在墜入殺機之中。
沙普爾（シャプール）（小林豐飾）
南亞裔某個國家的王子，與管家阿爾弗同行訪察澤芽市。
在轉播影像中偶然發現容貌與自己相似的驅紋戒斗，因嚮往能夠自在地遊樂而偷溜與其見面，並弄暈對方後將之身份盜去。
殊不知自身原來已被國王暗地下達格殺令，戒斗卻因此成為了代罪羔羊。
阿爾弗（アルフレッド）（河相我聞飾）
假面騎士泰勒度的變身者。
陪隨沙普爾同行的管家，管理王子有關一切的活動非常嚴格。
表面處處為沙普爾著想並顯得忠誠，實際卻包藏狼子野心，對於金錢和權力有著強烈的慾望，受國王之命處決沙普爾時更會毫不猶豫。
與戰極凌馬作生意交易時獲得創世紀驅動器藉此能夠變身。
高司舞（たかつかさ・まい）（志田友美飾）
舞團「鎧武隊」的成員，葛葉紘汰青梅竹馬的好友。
被冒充作驅紋戒斗的沙普爾強行帶去共同光顧西式糕點店「Charmant」。
Zack（ザック）（松田岳飾）
假面騎士納高爾的變身者，舞團「巴隆隊」新任隊長。
阿爾弗為了向驅紋戒斗及沙普爾尋仇，因此遭到牽連而被其打至重傷。
Peco（ペコ）（百瀨朔飾）
「巴隆隊」的成員之一。
團隊因被阿爾弗襲擊而找上驅紋戒斗求助。
城乃内秀保（松田凌飾）
持有戰極驅動器可變身成為假面騎士古列頓的青年。
於西式糕點店「Charmant」中成為學徒。
凰蓮・皮埃爾・阿方索（吉田メタル飾）
假面騎士布拉弗的變身者，西式糕點店「Charmant」的店長。
因受阿爾弗的委託，而上前捉拿正在店裡的沙普爾。
戰極凌馬（せんごく・りょうま）（青木玄德飾）
本篇中向阿爾弗出售創世紀驅動器及「Dragon Fruits」能量定鎖種子。
但心裡卻不屑對方利用自己的發明作為賺錢工具，因而隱瞞該定鎖種子所存在的風險。
湊耀子（みなと・ようこ）（佃井皆美飾）
本篇中受戰極凌馬所託，將「Kindan No Ringo」定鎖種子交給驅紋戒斗。
葛葉紘汰（かずらば・こうた）（佐野岳飾）
本篇中與高司舞因眼見驅紋戒斗（沙普爾）的行為不尋常而感到莫名其妙。

### 本作登場假面騎士/形態

#### 假面騎士伊登
變身者：朱月藤果（替身演員：藤田慧、CV：岩田小百合）
原文： / Kamen Rider Idun
鎧甲原型：西方騎士
型號系列：初期型
變身模式
| 型態名稱            | 簡介 | 外觀                 | 能力 | 必殺技（非官方命名）                                                                             |
| Ringo Arms 蘋果鎧甲 | 原文： 利用「Kindan No Ringo」定鎖種子變身的形態 拳擊力：14.5t 踢擊力：17.6t 跳躍力：21m 行動速度：100m/6.1秒 | 全身以紅色和金色為主 | 使用引剑者及护盾苹果沉思者以作攻守必备的形态。如霸主異域者一樣具有能自由控制「Crack」及海姆冥界森林的植物。 | 斬擊 推下战极驱动器刀状推杆装置「Cutting Blade」一次后使出。積蓄能量於劍身後向目標施下強力斬擊。 |

專屬武裝
- 蘋果沉思者

原文： / Apple Reflector
Ringo Arms專屬護盾武裝。
- 引劍者

原文： / Sword Bringer
Ringo Arms專屬長劍武裝。

#### 假面騎士斬月
變身者：吳島貴虎（替身演員：渡邊淳、CV：久保田悠來）
原文： / Kamen Rider Zangetsu
鎧甲原型：日本武士
型號系列：初期型
變身模式
| 型態名稱                 | 簡介                                                                                                   | 外觀                                                                   | 能力                                                                                       |
| Watermelon Arms 西瓜鎧甲 | 原文： 利用「Watermelon」定鎖種子變身的形態 拳擊力：17.1t 踢擊力：18.8t 跳躍力：25m 行動速度：100m/6秒 | 全身以綠色、紅色和白色為主，與Melon Arms分別在素組上的金色部份改為紅色 | 以Suika Arms為原型作改良的輕裝形態，机动能力欠缺，使用無雙軍刀及西瓜格林機關砲以作攻守必備 |

專屬武裝
- 無雙軍刀

原文： / Musou Saber
有關另見：輔助工具
- 西瓜格林機關砲

原文： / Watermelon Gatling
Watermelon Arms專屬護盾與格林機關砲結合的武裝。

#### 假面騎士巴隆
變身者：驅紋戒斗（替身演員：永德、CV：小林豊）
原文： / Kamen Rider Baron
鎧甲原型：西方騎士
型號系列：初期型
變身模式
| 型態名稱            | 簡介 | 外觀                       | 能力                       | 必殺技                                                                                                 |
| Ringo Arms 蘋果鎧甲 | 原文： 利用「Kindan No Ringo」定鎖種子變身的形態 拳擊力：17.4t 踢擊力：19.7t 跳躍力：23m 行動速度：100m/5.7秒 | 全身以紅色、金色和銀色為主 | 請見上「假面騎士伊登」一欄 | 騎士團終結 原文： / Cavalier End 所屬的騎士踢。推下戰極驅動器刀狀推桿裝置「Cutting Blade」三次後使出。 |

專屬武裝
- 蘋果沉思者

原文： / Apple Reflector
Ringo Arms專屬護盾武裝。
- 引劍者

原文： / Sword Bringer
Ringo Arms專屬長劍武裝。

#### 假面騎士泰勒度
變身者：阿爾弗（替身演員：藤井祐伍、CV：河相我聞）
原文： / Kamen Rider Tyrant
鎧甲原型：西方騎士及弓道裝備
型號系列：次世代型
變身模式
| 型態名稱                        | 簡介 | 外觀                   | 能力                                                                                             |
| Dragon Energy Arms 龍果能量鎧甲 | 原文： 利用「Dragon Fruits」能量定鎖種子變身的形態 拳擊力：18.3t 踢擊力：21.2t 跳躍力：18m 行動速度：100m/6.9秒 | 全身以橙紅色和黑色為主 | 穿着防弹、防砍性能材料制成的衣服，拥有超强耐久力的形态，拥有操纵与手臂等高的摩托车的优秀驾驶技术 |

專屬武裝
- 音速弩弓

原文：ソニックアロー / Sonic Arrow
有關另見：輔助工具

### 本作登场定鎖種子（Lock Seed）
| 英文名稱        | 日文名稱 | 中文名稱 | 編號     | 類別             | 隸屬者    | 能力                                                     | 備註 |
| --------------- | -------- | -------- | -------- | ---------------- | --------- | -------------------------------------------------------- | --- |
| Kindan No Ringo |          | 禁斷蘋果 | LS-TABOO | 鎧甲             | 伊登/巴隆 | 附帶武器引劍者及護盾蘋果沉思者                           | 變身形態Ringo Arms。 音效為「Ringo Arms！Desire Forbidden Fruits！」（「リンゴアームズ！デザイアフォビドゥンフルーツ！」）。 中文意思為「蘋果鎧甲！慾望禁果！」 此定鎖種子屬試作階段，令使用者會帶有被海姆冥界森林力量反噬的副作用，該定鎖種子亦是黃泉戶契定鎖種子的試作型。 |
| Watermelon      |          | 西瓜     | PROTO-10 | 鎧甲             | 斬月      | Suika Arms改良而成的試作型，附帶無雙軍刀及西瓜格林機關砲 | 變身形態Watermelon Arms。 音效為「Watermelon Arms！Midaretama！Babababan！」（「ウォーターメロンアームズ！乱れ玉 ババババン！」）。 中文意思為「西瓜鎧甲！亂玉嘭嘭嘭嘭！」                                                                                                  |
| Dragon Fruits   |          | 龙果     | ELS-     | 鎧甲（能量系列） | 泰勒度    | 附带武器音速弩弓                                         | 變身形態Dragon Energy Arms。 音效為「Dragon Energy Arms！」（「ドラゴンエナジーアームズ！」）。 此定鎖種子屬試作階段，令使用者會帶有被海姆冥界森林力量反噬的副作用。                                                                                     |

### 本作登场怪人
《假面騎士巴隆》
泰勒度（霸主異域者形態）
原文：
假面騎士泰勒度因「Dragon Fruits」能量定鎖種子失控而異變的霸主異域者形態。
使用名為「Tyrant Blade」的大刀作為武器。

### 商品詳情
- 通常版Blu-ray及DVD（2015年4月22日發行）
  - 本編
  - 映像特典
    - 製作特輯
    - 宣傳活動（Blu-ray版）
    - 資料檔案

  - 聲音特典（Blu-ray版）
    - 聲音旁述（小林豊、久保田悠来、青木玄德、導演：金田治）
- 定鎖種子版Blu-ray及DVD（初回限定生産、2015年4月22日發行）
  - 通常版內容
  - 另加商品
    - 玩具商品《DX禁断のリンゴロックシード》
    - 玩具商品《仮面ライダーイドゥンフェイスプレート》
    - 襯墊卡

### 樂曲
「Unperfected world」
- 演唱：驅紋戒斗（CV：小林豐）
- 作詞：藤林聖子
- 作曲／編曲：Ryo

「Lights of my wish」
- 演唱：高司舞（CV：志田友美）
- 作詞：藤林聖子
- 作曲：Ryo
- 編曲：Ryo、五十嵐淳一

### 演員

#### 共通人物
- 葛葉紘汰 - 佐野岳 飾
- 戰極凌馬 / 假面騎士杜古 - 青木玄德（日语：青木玄徳） 飾/聲
- 湊耀子 / 假面騎士瑪莉卡 - 佃井皆美 飾/聲

#### 《假面騎士斬月》
- 吳島貴虎 / 假面騎士斬月 / 假面騎士斬月．真 - 久保田悠來 飾/聲
- 朱月藤果 / 假面骑士伊登 - 岩田小百合 飾/聲
- 吳島光實 - 高杉真宙 飾
- 吳島天樹 - 寺田農 飾
- 薛度 - 波岡一喜 飾
- 童年吳島貴虎 - 龍跳（日语：竜跳） 飾[7]
- 童年吳島光實 - 西岡航（日语：西岡航） 飾
- 童年朱月藤果 - 内田愛 飾

#### 《假面騎士巴隆》
- 驅紋戒斗 / 假面騎士巴隆、沙普爾 - 小林豐 飾/聲
- 阿爾弗 / 假面騎士泰勒度 - 河相我聞 飾/聲
- 高司舞 - 志田友美 飾
- Zack / 假面騎士納高爾 - 松田岳（日语：松田岳 (俳優)） 飾/聲
- Peco - 百瀨朔（日语：百瀬朔） 飾
- 城乃内秀保 - 松田凌 飾
- 凰蓮‧皮埃爾・阿方索 / 假面騎士布拉弗 - 吉田メタル 飾/聲
- 童年驅紋戒斗 - 片山蔵人 飾
- 戒斗父親 - 松下哲 飾
- 戒斗母親 - 竹光柱子 飾
- 舞者 - 山崎裕太朗、瀨口黎也、三島木大介

### 聲音演出
- 定鎖種子音效 - 平床政治（日语：Hermann H.&The Pacemakers#メンバー）
- 能量定鎖種子音效 - 三木眞一郎

### 皮套演出
- 假面騎士斬月 / 假面騎士斬月．真 - 渡邊淳（日语：渡辺淳 (俳優)）
- 假面騎士巴隆 - 永德
- 假面騎士伊登 - 藤田慧
- 假面騎士泰勒度 ‐ 藤井祐伍
- 假面騎士瑪莉卡 - 佃井皆美

### 製作人員
- 原作 - 石之森章太郎
- 劇本 - 鋼屋ジン（日语：鋼屋ジン）（假面騎士斬月）、毛利亙宏（假面騎士巴隆）
- 音樂 - 山下康介
- 攝影 - 松村文雄（日语：松村文雄）
- 照明 - 西田文彦
- 美術 - 新田隆之
- 編集 - 長田直樹
- 錄音 - 平直樹
- 整音 - 曽我薫
- 編劇 - 涉谷康子
- 助理編導 - 伊藤良一（日语：伊藤良一）、谷口昌史、作野良輔
- 製作擔當 - 中保眞典
- 製作統籌 - 下前明弘
- 操演 - 船越幹雄
- 音響效果 - 大野義彦（大泉音映）
- 選曲 - 金成謙二
- 進行主任 - 石井誠
- 人物設計 - 田嶋秀樹（石森プロ）、小林大祐、田中宗二郎、鶴巻拓也（PLEX）
- 生物設計 - Niθ（日语：Niθ）、中央東口（日语：中央東口）
- 製作事務部 - 武中康裕
- 製作人候補 - 井元隆佑（東映）
- 製作生產 - TOEI TV Production
- 委員會製作人員
  - TOEI VIDEO - 安村基、吉田啓昭
  - 朝日電視台 - 梶淳、水高愛
  - 旭通廣告 - 波多野淳一、實松照晃
  - 萬代 - 垰義孝、小野口征
- 監製 - 小野寺章（石森プロ）
- 執行製作人 - 加藤和夫（TOEI VIDEO）、佐佐木基（日语：佐々木基）（tv asahi）
- 製作人 - 中野剛（TOEI VIDEO）、望月卓（東映）
- 動作指導 - 竹田道弘（日语：竹田道弘）（JAE）
- 制作單位 - TOEI VIDEO（日语：東映ビデオ）、tv asahi、ADK、萬代、東映
- 導演 - 金田治（日语：金田治）

## 假面騎士杜古/假面騎士納高爾
本作繼《鎧武外傳 假面騎士斬月/假面騎士巴隆》後，為第二部《假面騎士鎧武》的衍生外傳系列作品，本作分为《假面騎士杜古》（日语：《仮面ライダーデューク》）與《假面騎士納高爾》（日语：《仮面ライダーナックル》）兩篇故事。

### 本作特色
《杜古編》以劇集本篇第12話－第14話的空白時間點作為故事背景。
主要講述戰極凌馬開發創世紀驅動器臨近完成時的突發事件，亦交代出世界樹財團內四名主要角色的過去。
《納高爾編》是以劇場版《假面騎士×假面騎士 Drive & 鎧武 MOVIE大戰 Full Throttle》事件的一年後作為故事時間點，其中也會憶述舞團「巴隆隊」成立的過程。

### 故事概要
《假面騎士杜古》
戰極凌馬為了項目而持續研究腰帶，卻因吳島貴虎以拯救人類作首要考慮，比起性能更需要優先處理生產成本為前提下而開始感到厭煩。
某天世界樹財團內部發生定鎖種子自殺式爆炸事件，並查探出是邪教組織「黑之菩提樹」的所為，甚至與本已認定為身亡的前任研究部門負責人狗道供界有關。
《假面騎士納高爾》
澤芽市和平的日子，驅紋戒斗離世後經過一年，失去目標的Zack為了想挑戰自身舞藝，將舞團「巴隆隊」交託給Peco後決定前往紐約。
身處在紐約的某天收到Peco姊姊薊的電話，獲悉Peco失縱後因而急忙回國。從城乃内秀保打聽到曾被戒斗放逐的修羅，自行成立了以經營地下格鬥場並名為「Neo巴隆」的流氓集團，同時發現Peco竟自願加入作為修羅的旗下成員。

### 用語
黒之菩提樹
原文：
澤芽市內勢力日漸擴大，由前世界樹財團研究部門的負責人狗道供界成立的邪教集團。
不斷在各處散佈具有洗腦及引爆作用的「Zakuro」定鎖種子，再控制持有此物的人們進行自殺式爆炸事件。
Neo巴隆
原文：
借用舞團「巴隆隊」的名義，由修羅所創立的地下格鬥場集團。
當中以賭注作為資金的來源，亦會招攬參賽的勝利者成為旗下並向其派發「Zakuro」定鎖種子。
背後更與邪教集團「黒之菩提樹」有著利益的來往，因而在世界樹財團解散後仍擁有戰極驅動器與定鎖種子等的科技。

### 登場人物

#### 《假面騎士杜古》
戰極凌馬（せんごく・りょうま）（青木玄德飾）
假面騎士杜古的變身者。
在世界樹財團負責海姆冥界森林項目的技術研究工作。
受吳島貴虎的委託著手開發創世紀驅動器的期間，突如其來世界樹之塔內部卻發生了自殺式爆炸事件。
從調查當中發現與本已認定從技術試驗中身亡，為前任研究部門負責人的狗道供界有關。
狗道供界（ぐどう・ともかい）（鳥羽潤飾）
假面騎士救世的變身者。
前世界樹財團技術開發部門的負責人。
過去親身測試戰極驅動器與定鎖種子的時候因意外而死亡，但意識與腰帶融合導致以「靈體」般的方式存活。
其後創立邪教組織「黑之菩提樹」，向澤芽市市民派發特製的「Zakuro」定鎖種子，操縱持有者進行自殺式的爆炸事件。
吳島貴虎（久保田悠来飾）
假面騎士斬月的變身者。
世界樹財團高層的公子，擔任海姆冥界森林有關項目的主任。
世界樹總部發生了自殺式爆炸事件後，即使戰極凌馬說明要個別調查，仍因責任問題而決定插手事件。
湊耀子（みなと・ようこ）（佃井皆美飾）
戰極凌馬的秘書，海姆冥界森林項目的要員之一。
受命前往引發爆炸事件兇徒的住所調查。
薛度（シド）（波岡一喜飾）
吳島貴虎所負責項目的直轄下屬。
從邪教組織「黑之菩提樹」的信徒搜集出「Zakuro」定鎖種子而獲得事件的關鍵所在。

#### 《假面騎士納高爾》
Zack（ザック）（松田岳飾）
假面騎士納高爾的變身者。
街舞的團體組織「巴隆隊」的現任隊長。
因驅紋戒斗的離世而失去了精神的寄託，繼而決定前往紐約發掘舞蹈的更深層次。
期間收到Peco失蹤的消息後趕忙回國，得知與地下格鬥場集團「Neo巴隆」有關而隻身前往所在據點。
修羅（シュラ）（中村龍介飾）
假面騎士黑巴隆的變身者。
過去曾是澤芽市某舞團的成員，但在驅紋戒斗強行接收團隊時，因企圖偷襲對方而被認為行事卑劣後遭到驅逐。
因事件影響而深信「強大就是一切」，其後以繼承戒斗的意志作為名義成立地下格鬥場集團「Neo巴隆」。
暗中從狗道供界獲得資源去計劃實行毀滅澤芽市，並選別他所認定的強者納入成為旗下成員。
Peco（ペコ）（百瀨朔飾）
街舞的團體組織「巴隆隊」的成員。
Zack前往紐約並代替管理舞團期間，因無法饒恕「Neo巴隆」盜用名義而私自找上修羅理論。
但反而被迫加入成為對方旗下和沒有勇氣去擺脫。
薊（麻亞里飾）
Peco的親姊，亦是啟蒙Zack成為舞者的重要人物。
因Peco無故失蹤而迫切找上身處紐約的Zack幫忙。
驅紋戒斗（くもん・かいと）（小林豐飾）
曾是戰極驅動器持有者之一，能夠變身成為假面騎士巴隆的青年。
一年前已經在與假面騎士鎧武的決戰之中離世。
城乃内秀保（松田凌飾）
曾經持有戰極驅動器變身成為假面騎士古列頓的青年。
跟隨凰蓮・皮埃爾・阿方索學藝多時，在西式糕點界隨著在比賽中獲獎而開始獨當一面。
Zack回國後告知有關「Neo巴隆」的事情，其後在對方處於危難之下與凰蓮前往營救。
凰蓮・皮埃爾・阿方索（吉田メタル飾）
曾經持有戰極驅動器變身成為假面騎士布拉弗的西式糕點師。
當Zack圍困於「Neo巴隆」據點時，獨自纏著追兵讓其製造逃脫機會。
吳島光實（くれしま・みつざね）（高杉真宙飾）
假面騎士龍玄的變身者。
本來在澤芽市恢復和平後跟隨吳島貴虎前往國外，其後查探出「黒之菩提樹」的餘黨在市內活躍後返國。
途中救助正被黑影衛兵追殺的Zack與城乃内秀保後，將新製的戰極驅動器、「Kurumi」定鎖種子和「Marron」能量定鎖種子交予給Zack。
高司舞（たかつかさ・まい）（志田友美飾）
曾經是街舞的團體組織「鎧武隊」的隊員。
現今成為「起始之女」後與葛葉紘汰在遙遠宇宙的星體中生活。
Chucky（チャッキー）（津山香音飾）、
Rika（リカ）（横田美菜飾）、
Rat（ラット）（小澤廉飾）
街舞的團體組織「鎧武隊」的隊員。
初瀨亮二（はせ・りょうじ）（白又敦飾）
曾是變身成為假面騎士黑影的青年，戰極驅動器持有者之一。
街舞團體「雷特狂野隊」的領隊。
過去因異變成貔貅異域者而被假面騎士齊格德消滅。

### 本作登場假面騎士/形態

#### 假面騎士杜古
變身者：戰極凌馬（替身演員：富永研司、CV：青木玄德）
原文： / Kamen Rider Duke
鎧甲原型：西方騎士
型號系列：初期型
變身模式
| 型態名稱            | 簡介                                               | 外觀                   | 能力                                                      |
| Lemon Arms 檸檬鎧甲 | 原文： 以戰極驅動器利用「Lemon」定鎖種子變身的形態 | 全身以黃色和淺藍色為主 | Lemon Energy Arms形態的原型，主要使用西洋劍作近戰攻擊模式 |

#### 假面騎士救世
變身者：狗道供界（替身演員：藤井祐伍、CV：鳥羽潤）
原文： / Kamen Rider Savior
鎧甲原型：日本武士與西方騎士
型號系列：初期型
變身模式
| 型態名稱                     | 簡介 | 外觀                         | 能力                                                                                     |
| Blood Zakuro Arms 血石榴鎧甲 | 原文： 以戰極驅動器利用「Zakuro」定鎖種子為基礎，再利用創世紀驅動器零件「Genesis Core」搭配「Blood Orange」定鎖種子變身的形態 | 全身以深紅色、銀色和黑色為主 | 同時利用兩種定鎖種子力量作出強化的形態，配合弩弓武器救世者弩弓及大橙丸作近戰及遠距離攻擊 |

專屬武裝
- 救世神弓

原文： / Savior Arrow
與音速弩弓性質相同的弩弓型武器。
- 大橙丸

原文： / Daidaimaru
原屬Blood Orange Arms形態專用斬刀。

#### 假面騎士納高爾
變身者：Zack（替身演員：佐藤太輔、CV：松田岳）
原文： / Kamen Rider Knuckle
鎧甲原型：拳撃手
型號系列：初期型
變身模式
| 型態名稱                        | 簡介 | 外觀                               | 能力                                                                     | 必殺技（非官方命名） |
| Jimber Marron Arms 陣羽栗子鎧甲 | 原文： 以戰極驅動器利用「Kurumi」定鎖種子為基礎，再利用創世紀驅動器零件「Genesis Core」搭配「Marron」能量定鎖種子變身的形態 | 全身以銀色、黑色、深黃色和棕色為主 | 利用能量定鎖種子力量作出強化的形態，配合護盾手甲栗子爆破者作拳擊式的近戰 | 栗子爆破 推下戰極驅動器刀狀推桿裝置「Cutting Blade」一次後使出，解放栗子爆破者外部護甲再向敵人發出重拳。 栗子燃燒 推下戰極驅動器刀狀推桿裝置「Cutting Blade」兩次後使出。解放外部護甲的栗子爆破者集束高熱火焰後所施下的全力拳擊。 |

專屬武裝
- 栗子爆破者

原文： / Marron Bomber
Jimber Marron Arms形態專用融合護盾及拳套的手甲。

#### 假面騎士黑巴隆
變身者：修羅（替身演員：永德、CV：中村龍介）
原文： / Kamen Rider Black Baron
鎧甲原型：西方（歐洲）騎士
型號系列：初期型
變身模式
| 型態名稱             | 簡介                                    | 外觀                       | 能力                                           | 必殺技 |
| Banana Arms 香蕉鎧甲 | 原文： 利用「Banana」定鎖種子變身的形態 | 全身以黃色、銀色和黑色為主 | 以巴勒長槍突擊的戰法，具備重甲與力量著稱的形態 | 長槍之勝利 原文： / Spear Victory 推下戰極驅動器刀狀推桿裝置「Cutting Blade」兩次後使出。巴勒長槍最大力量集中一點進行突刺一擊 當推桿三次時，把巴勒長槍力量貫注於地面後，再向目標腳踏範圍湧出大量光束以作突擊。 |

- 巴勒長槍

原文： / Bana Spear
Banana Arms形態專用伸縮型長槍。

### 本作登场定鎖種子（Lock Seed）
| 英文名稱     | 日文名稱 | 中文名稱 | 編號       | 隸屬者 | 類別             | 能力                                         | 備註 |
| ------------ | -------- | -------- | ---------- | ------ | ---------------- | -------------------------------------------- | --- |
| Lemon        |          | 檸檬     | LS-99      | 杜古   | 鎧甲             | 以西洋劍作近戰的形態                         | 變身形態Lemon Arms。 音效為「Lemon Arms！Incredible Ryoma！」（「レモンアームズ！インクレディブル・リョーマ！」）。 中文意思為「檸檬鎧甲！難以置信的凌馬！」                                                                    |
| Zakuro       |          | 石榴     | LS-MESSIAH | 西法   | 鎧甲             | 附帶武器救世神弓及大橙丸                     | 利用「Genesis Core」將「Zakuro」與「Blood Orange」搭配變身形態Blood Zakuro Arms。 音效為「Blood Zakuro Arms！Kuruizaki Sacrifice！！」（）。 中文意思為「石榴鎧甲！狂花祭祀！」 |
| Blood Orange |          | 血橙     | LS-07      | 西法   | 鎧甲             | 附帶武器救世神弓及大橙丸                     | 利用「Genesis Core」將「Zakuro」與「Blood Orange」搭配變身形態Blood Zakuro Arms。 音效為「Blood Zakuro Arms！Kuruizaki Sacrifice！！」（）。 中文意思為「石榴鎧甲！狂花祭祀！」 |
| Banana       |          | 香蕉     | -          | 黑巴隆 | 鎧甲             | 更多 ： 假面騎士鎧武 § 定鎖種子（Lock Seed） | 更多 ： 假面騎士鎧武 § 定鎖種子（Lock Seed） |
| Marron       |          | 栗子     | ELS-06     | 納高爾 | 鎧甲（能量系列） | 拳擊為主的近戰形態，附帶武器栗子爆破者       | 利用「Genesis Core」與「Kurumi」定鎖種子搭配變身形態Jimber Marron Arms。 |

### 商品詳情
- 通常版Blu-ray及DVD（2015年11月11日發行）
  - 本編
  - 映像特典
- 定鎖種子版Blu-ray及DVD（初回限定生産、2015年11月11日發行）
  - 通常版內容
  - 另加商品
    - 玩具商品《DXレモンロックシード》
    - 玩具商品《仮面ライダーデュークフェイスプレート》
    - 襯墊卡

### 樂曲
「Dance With Me」
- 演唱：TEAM BARON（CV：松田岳、百瀨朔、小林豐）
- 作詞：藤林聖子
- 作曲：五戶力（日语：五戸力）
- 編曲：ats-

### 演員

#### 《假面騎士杜古》
- 戰極凌馬 / 假面騎士杜古 - 青木玄德（日语：青木玄徳） 飾/聲
- 狗道供界 / 假面騎士西法 - 鳥羽潤 飾/聲
- 吳島貴虎 / 假面騎士斬月 - 久保田悠來 飾/聲
- 湊耀子 - 佃井皆美 飾
- 薛度 - 波岡一喜 飾
- 信徒 - 齋藤直紀、菊池隆志（日语：菊池隆志）、高木英一（日语：高木英一 (俳優)） 飾
- 社員 - 細川晃弘 飾
- 研究員 - 平子悟（日语：エネルギー (お笑いコンビ)）、辻本耕志（日语：辻本耕志） 飾

#### 《假面騎士納高爾》
- Zack / 假面騎士納高爾 - 松田岳（日语：松田岳 (俳優)） 飾/聲
- 修羅 / 假面騎士黑巴隆 - 中村龍介 飾/聲
- Peco - 百瀨朔（日语：百瀬朔） 飾
- 薊 - 麻亞里（日语：麻亜里） 飾
- 驅紋戒斗 - 小林豐 飾
- 吳島光實 / 假面騎士龍玄 - 高杉真宙 飾/聲
- 高司舞 - 志田友美 飾
- 城乃内秀保 - 松田凌 飾
- 初瀨亮二 - 白又敦 飾
- 凰蓮‧皮埃爾・阿方索 - 吉田メタル 飾
- Chucky - 津山香音 飾
- Rika - 橫田美菜（日语：橫田美菜） 飾
- Rat - 小澤廉 飾
- 紐約舞者 - 兔弐櫻路浪漫（Romain Toniolo） 飾
- 審查員 - Paul Habermann 飾
- 拳手 - 上原誠（日语：上原誠） 飾
- 「鎧武隊」成員 - 重有健治、鈴木聖哉、伊藤萌 飾
- 「巴隆隊」成員 - 鈴川圭介、鈴木智久、海 飾

### 聲音演出
- 定鎖種子音效 - 平床政治（日语：Hermann H.&The Pacemakers#メンバー）
- 能量定鎖種子音效 - 三木眞一郎

### 皮套演出
- 假面騎士杜古 - 富永研司
- 假面騎士納高爾、假面騎士龍玄、假面騎士齊格德 - 佐藤太輔
- 假面騎士斬月 - 渡邊淳（日语：渡辺淳 (俳優)）
- 假面騎士黑巴隆 - 永德
- 假面騎士西法 - 藤井祐伍

### 製作人員
- 原作 - 石之森章太郎
- 劇本 - 鋼屋ジン（日语：鋼屋ジン）（假面騎士杜古）、毛利亙宏（假面騎士納高爾）
- 音樂 - 山下康介
- 攝影 - 松村文雄（日语：松村文雄）
- 照明 - 西田文彦
- 美術 - 將多
- 編集 - 長田直樹
- 錄音 - 下代宗太郎
- 整音 - 曽我薫
- 編劇 - 國米美子
- 助理編導 - 葉山康一郎、亀原宏誠、石黒裕章
- 製作擔當 - 柿本浩樹
- 製作統籌 - 下前明弘
- 操演 - 船越幹雄
- 音響效果 - 大野義彦（大泉音映）
- 選曲 - 金成謙二
- 進行主任 - 喜多智彦
- 進行助手 - 永井大裕
- 人物設計 - 田嶋秀樹（石森プロ）、小林大祐、田中宗二郎、鶴巻拓也（PLEX）
- 生物設計 - Niθ（日语：Niθ）、中央東口（日语：中央東口）
- 製作事務部 - 近藤孔明
- 製作人候補 - 井元隆佑（東映）
- 製作生產 - TOEI TV Production
- 廣報AP - 上浦侑奈
- 宣傳 - 齋藤貴晴、麻和祥多（TOEI VIDEO（日语：東映ビデオ））
- SPECIAL THANKS - 西嶋美幸、松本寛也、望月遥
- 委員會製作人員
  - TOEI VIDEO - 安村基、大澤保夫
  - 朝日電視台 - 梶淳、水高愛
  - 旭通廣告 - 波多野淳一、大矢篤志、古谷大輔
  - 萬代 - 垰義孝、小野口征
- 監製 - 小野寺章（石森プロ）
- 執行製作人 - 加藤和夫（TOEI VIDEO）、佐佐木基（日语：佐々木基）（tv asahi）
- 製作人 - 中野剛（TOEI VIDEO）、望月卓（東映）
- 動作指導 - 竹田道弘（日语：竹田道弘）（JAE）
- 制作單位 - TOEI VIDEO、tv asahi、ADK、萬代、東映
- 導演 - 金田治（日语：金田治）

## 假面騎士古列頓VS假面騎士布拉弗
自《鎧武外傳 假面騎士杜古/假面騎士納高爾》播出5年後，2020年9月16日，官方宣佈推出全新《鎧武外傳》，並為了推廣全新外傳而開設「THE 鎧武祭」網頁。

### 本作特色
- 本作以假面騎士古列頓的變身者城乃內秀保及假面騎士布拉弗的變身者凰蓮・皮埃爾・阿方索這對甜點師徒為主角所展開的故事。

- 另外舞台劇《『假面騎士斬月』-鎧武外傳-》中假面騎士斬月所變身的斬月 勝鬨鎧甲繼《劇場版 假面騎士ZI-O Over Quartzer》後第二次亮相。

- 另外本作的主演員松田凌與吉田金屬兩人亦在系列作《假面騎士聖刃》第8章客串演出被美杜莎梅基多石化的路人二人組。

- 本作繼《假面騎士Drive》外傳《Drive SAGA 假面騎士Brain》後，第二次出現以網路劇放送的外傳作品。

### 故事概要
澤芽市從海爾冥界的威脅脫離的七年後（2020年）。如今，新的危機，悄悄地接近澤芽市。

### 登場人物
城乃内秀保（松田凌飾）
假面騎士古列頓的變身者。
在接手凰蓮的甜點店後，靠自己的才能跟努力成為一流甜點師。
在本作中因成為一流甜點師，又加上偶像式推銷，而成為享譽美名的甜點師偶像，但其表現出來的態度讓凰蓮認為自己看走眼，教錯徒弟，之後更因為一連串的誤會，讓凰蓮發起挑戰，在赴約之際，凰蓮發動攻勢，之後更因遭到海爾冥界森林樹藤控制的關係，師徒之間的戰鬥即將展開，卻因為意外出現的假面騎士古列頓，而讓在場的城乃内自己傻眼。
為了知道真相下追著兩人跑，更是在對方解除變身後才知道是貴虎，並從貴虎口中得知一切事情，之後為了拯救失控的凰蓮，而與他對戰，仍舊不敵，之後撿到被斬斷的海爾冥界森林樹藤所掉落的海爾冥界之果實，在不能變化新的定鎖種子情況下，本打算吞食讓自己得到新力量，但隨後被已逝的初瀨靈魂阻止，並在對方的幫助下獲得全新的『荔枝』定鎖種子，在全新型態的幫助下終於阻止暴走失控的凰蓮，也因此師徒兩人和解，最後結局時向受傷的凰蓮表示讓他回來指掌甜點店並再次重頭開始指導自己的修行。
凰蓮・皮埃爾・阿方索（吉田金屬飾）
假面騎士布拉弗的變身者，本名『凰蓮嚴之介』。
將自己的甜點店交棒給徒弟城乃内後，回歸過去的僱傭兵生涯。
在本作中因城乃内表現出來的態度跟當初努力學習的態度天差地遠，加上吳島貴虎的委託後，決定對城乃内進行試探，但在一連串的誤會下，對城乃内深感失望，於是對城乃内發起挑戰藉此改變他的心態，但卻遭到海爾冥界森林的樹藤控制，之後被突然出現的假面騎士古列頓阻擋住。
在海爾冥界森林的樹藤控制下暴走失控，甚至將城乃内的『橡果』定鎖種子毀壞，後在城乃内獲得全新的『荔枝』定鎖種子下終於解除控制，但也因此受傷，最後結局時師徒兩人和解，並被城乃内請求回來指掌甜點店並重頭開始指導自己的修行。
鈴鹿雅子（鷲見友美珍娜飾）
假面騎士希爾菲的變身者。
城乃内的祕書，為了將海爾冥界森林的變種果實推銷並控制全世界而唆使已是甜點師的城乃內成為偶像明星。
在被假面騎士斬月·真擊倒後，烙下狠話就消散滅亡。
吳島貴虎（久保田悠來飾）
假面騎士斬月、假面騎士斬月·真和假面騎士古列頓的變身者。
在本作中因有人濫用海爾冥界森林的變種果實做亂，而委託已回歸為僱傭兵的凰蓮進行相關調查。
之後更是變身成假面騎士古列頓襲擊凰蓮來讓這對師徒對決誘使幕後黑手出現。

初瀨亮二（はせ・りょうじ）（白又敦飾）
假面騎士黑影的變身者，在本篇已逝去。
本作中在城乃內打算吞食海爾冥界之果實獲得新力量時，以靈魂的姿態出手阻止，在幫助城乃內將手中的海爾冥界之果實變成『荔枝』定鎖種子後就消散了。

### 本作登場假面騎士/形態

#### 假面騎士古列頓
變身者：城乃內秀保（替身演員：岡田和也、CV：松田凌）
原文： / Kamen Rider GRIDON

##### 變身模式
| 形態名稱             | 簡介 | 外觀              | 能力 | 必殺技 |
| Lychee Arms 荔枝鎧甲 | 原文： 「戰極驅動器」 搭配 「Lychee」定鎖種子 變身的形態。 身高：cm 體重：kg 拳擊力：t 踢擊力：t 跳躍力：m 行動速度：100m / 秒。 | 全身以 白色為主。 |      |        |

#### 假面騎士布拉弗
變身者：凰蓮・皮埃爾・阿方索（替身演員：佐藤太輔、CV：吉田金屬）
原文： / Kamen Rider BRAVO

##### 變身模式
| 形態名稱                      | 簡介 | 外觀            | 能力 | 必殺技 |
| King Durian Arms 大王榴槤鎧甲 | 原文： 「戰極驅動器」 搭配 「King Durian」定鎖種子 變身的形態。 身高：cm 體重：kg 拳擊力：t 踢擊力：t 跳躍力：m 行動速度：100m / 秒。 | 全身以 色為主。 |      |        |

#### 假面騎士希爾菲
變身者：鈴鹿雅子（替身演員：高嵜百花、CV：鷲見友美珍娜）
原文： / Kamen Rider SYLPHY

##### 變身模式
| 形態名稱            | 簡介 | 外觀 | 能力 | 必殺技 |
| Hells Arms 冥界鎧甲 | 原文： 「戰極驅動器」 搭配 「Helheim」定鎖種子 變身的形態。 身高：cm 體重：kg 拳擊力：t 踢擊力：t 跳躍力：m 行動速度：100m / 秒。 |      |      |        |

### 本作登場定鎖種子（Lock Seed）
| 英文名稱    | 日文名稱 | 中文名稱 | 編號    | 隸屬者 | 類別 | 能力 | 備註 |
| ----------- | -------- | -------- | ------- | ------ | ---- | ---- | ---- |
| Lychee      |          | 荔枝     | LS-14   | 古列頓 | 鎧甲 |      |      |
| King Durian |          | 大王榴槤 | LS-12   | 布拉弗 | 鎧甲 |      |      |
| Helheim     |          | 海姆冥界 | LS-HELL | 希爾菲 | 鎧甲 |      |      |

### 樂曲
「You are the HERO」
- 演唱：SHOCK EYE from 鎧武乃風

### 演員
- 城乃内秀保 / 假面騎士古列頓 - 松田凌飾 / 聲
- 凰蓮・皮埃爾・阿方索 / 假面騎士布拉弗 - 吉田金屬飾 / 聲
- 鈴鹿雅子 / 假面騎士希爾菲 - 鷲見友美珍娜飾 / 聲
- 吳島貴虎 / 假面騎士斬月 / 假面騎士古列頓 - 久保田悠來飾 / 聲
- 初瀨亮二（靈魂） - 白又敦飾

### 聲音演出
- 定鎖種子音效 - 平床政治（日语：Hermann H.&The Pacemakers#メンバー）

### 皮套演出
- 假面騎士古列頓 - 岡田和也
- 假面騎士布拉弗 - 佐藤太輔
- 假面騎士斬月 - 岩上弘數
- 假面騎士希爾菲 - 高嵜百花

### 製作人員
- 原作 - 石之森章太郎
- 劇本 - 毛利亘宏
- 導演 - 諸田敏

### 播放列表
以下時間以當地時間（日本時間）為準
| 配信日期   | 話數 |
| ---------- | ---- |
| 2020/10/25 | 1    |
| 2020/11/01 | 2    |

## 附註
1. ↑  .   [2014-12-13]. （原始内容存档于2016-07-12）.
2. ↑  . 朝日新聞.   [2014-12-13]. （原始内容存档于2015-01-09）.
3. ↑  .   [2014-12-13]. （原始内容存档于2019-07-13）.
4. ↑  .   [2014-12-27]. （原始内容存档于2016-03-05）.
5. ↑  身份高貴則責任重大
6. ↑  根據之前雜誌《宇宙船 vol.147》發佈替身演員為佐藤太輔，但隨後雜誌編輯マスコットガール・ソノ子ちゃん在羅摩 ソノ子@宇宙船Twitter （页面存档备份，存于）上發帖證實為誤報
7. ↑  .   [2015-01-09]. （原始内容存档于2016-07-19）.
8. ↑  .   [2015-06-05]. （原始内容存档于2021-01-28）.
9. ↑  .   [2015-06-08]. （原始内容存档于2015-07-15）.
10. ↑  .   [2015-07-02]. （原始内容存档于2015-07-15）.
11. ↑  也就是鎧武之日。
12. ↑  .   [2020-10-25]. （原始内容存档于2020-11-01）.
13. ↑  本作限定
14. ↑  疑是城乃内秀保，但其實是鈴鹿雅子
15. ↑  事實上是貴虎的釣魚計劃。

## 外部連結
- 官方網站 （页面存档备份，存于）
- 官方Facebook （页面存档备份，存于）
- 官方Twitter （页面存档备份，存于）